# Marie-Christine Deurbroeck
Marie-Christine Deurbroeck (Geraardsbergen, 1 februari 1957) is een voormalige Belgische langeafstandsloopster, die gespecialiseerd was in de marathon. Ze werd meervoudig Belgisch kampioene in deze discipline. Ook nam ze eenmaal deel aan de Olympische Spelen, maar won hierbij geen medailles.

## Loopbaan
In 1981 behaalde Deurbroeck haar eerste succes door Belgisch kampioene te worden bij het veldlopen. Met een tijd van 16.55 kwam ze op 31 maart 1981 in Vosselaar als eerste over de streep. In 1983 en 1984 won ze de nationale titel op de klassieke afstand. Op 27-jarige leeftijd nam ze deel aan de Olympische Spelen van 1984 in Los Angeles. Ze kwam hierbij uit op de marathon. Met een tijd van 2:38.01 eindigde ze op een 24e plaats. Deze wedstrijd werd gewonnen door de Amerikaanse Joan Benoit met een verbetering van het olympisch record tot 2:24.52.

## Belgische kampioenschappen
| Onderdeel | Jaar       |
| --------- | ---------- |
| marathon  | 1983, 1984 |
| veldlopen | 1981       |

## Persoonlijke records
| Onderdeel | Prestatie | Datum         | Plaats              |
| --------- | --------- | ------------- | ------------------- |
| 15 km     | 52.05     | 11 maart 1989 | Alphen aan den Rijn |
| marathon  | 2:32.32   | 1 mei 1984    | Peer                |

## Palmares

### halve marathon
- 1984:  halve marathon van Egmond - 1:18.34
- 1984:  Route du Vin - 1:14.03
- 1985: 4e halve marathon van Egmond - 1:28.25
- 1985:  Route du Vin - 1:20.47
- 1992: 75e WK in South Shields - 1:18.21

### marathon
- 1983:  BK AC in Gent - 2:36.29
- 1983: DNF WK
- 1984:  BK AC in Peer - 2:32.32
- 1984: 24e OS - 2:38.01

### veldlopen
- 1981:  BK AC in Vosselaar
- 1981: 52e WK in Madrid
- 1982:  BK AC in Waregem
- 1982: 60e WK in Rome
- 1983:  BK AC in Vosselaar
- 1983: 69e WK in Gateshead
- 1984: 63e WK in New York

## Onderscheidingen
- 1984: Gouden Spike